# (100058) 1992 EH
(100058) 1992 EH es un asteroide perteneciente al cinturón de asteroides, descubierto el 5 de marzo de 1992 por el equipo del Spacewatch desde el Observatorio Nacional de Kitt Peak, Arizona, Estados Unidos.